# 套马杆
《套马杆》是乌兰托娅演唱的一首歌曲，由刘新圈作词、郭永利作曲，发行于2009年1月17日，收录在专辑《我要去西藏》中。歌手乌兰托娅通过该歌曲走红，并通过此曲登上《唱响中国》的舞台。

## 简介
2009年1月17日，歌曲《套马杆》正式发行，收录于专辑《我要去西藏》，由歌手乌兰托娅演唱。
2010年，乌兰托娅所演唱的《套马杆》荣获2010年最受欢迎十大网络歌曲之一。
2011年3月，该歌曲入选“唱响中国——群众最喜爱的新创作歌曲”征集评选活动”，乌兰托娅并登上《唱响中国》颁奖典礼献唱此曲。
2012年7月，乌兰托娅演唱的《套马杆》获得中国流行音乐金榜十年巡礼原创十大金曲奖。
2014年，该歌曲登上央视马年春晚，由乌兰图雅与乌日娜演唱。

## 争议
2011年，乌兰托娅与广州新月演艺公司解约，由于《套马杆》等歌曲的版权属于该公司，乌兰托娅失去了演唱《套马杆》等歌曲的权利。同年，该歌曲由广州新月演艺公司新签约的歌手乌兰图雅继续演唱。
2016年5月，歌曲《套马杆》的原唱者乌兰托娅再次签约老东家新月唱片。在失去成名曲《套马杆》等4年后，乌兰托娅又重拿回了《套马杆》的演唱权以及她的一系列的代表作，包括《我要去西藏》、《高原蓝》等歌曲的演唱权。
2021年，歌手乌兰图雅演唱《套马杆》的视频在突然在微博、B站、抖音等平台火了起来，在视频中，乌兰图雅在演唱这首歌时，每当唱到“套马的汉子”这一句，都把话筒伸向观众，借与观众互动之由来躲避唱出“汉子”部分的高音。同一套拉麦、摊手的“躲汉子”动作多次出现，在网络上引起了热议，演唱水平受到了广大网友质疑。